# Hans-Heiling-Felsen

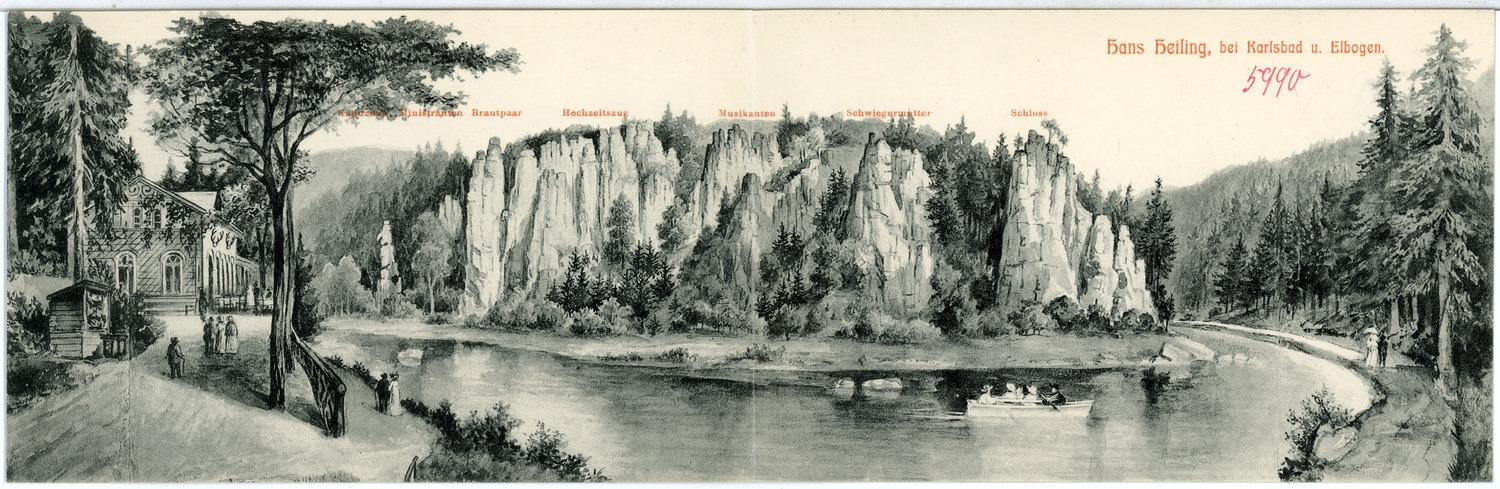
Hans-Heiling-Felsen auf einer Panoramapostkarte von 1905

Der Hans-Heiling-Felsen (tschechisch: Svatošské skály) ist ein sagenumwobenes Naturdenkmal an der Eger bei Hory und Doubí (Aich) westlich von Karlsbad.

## Lage

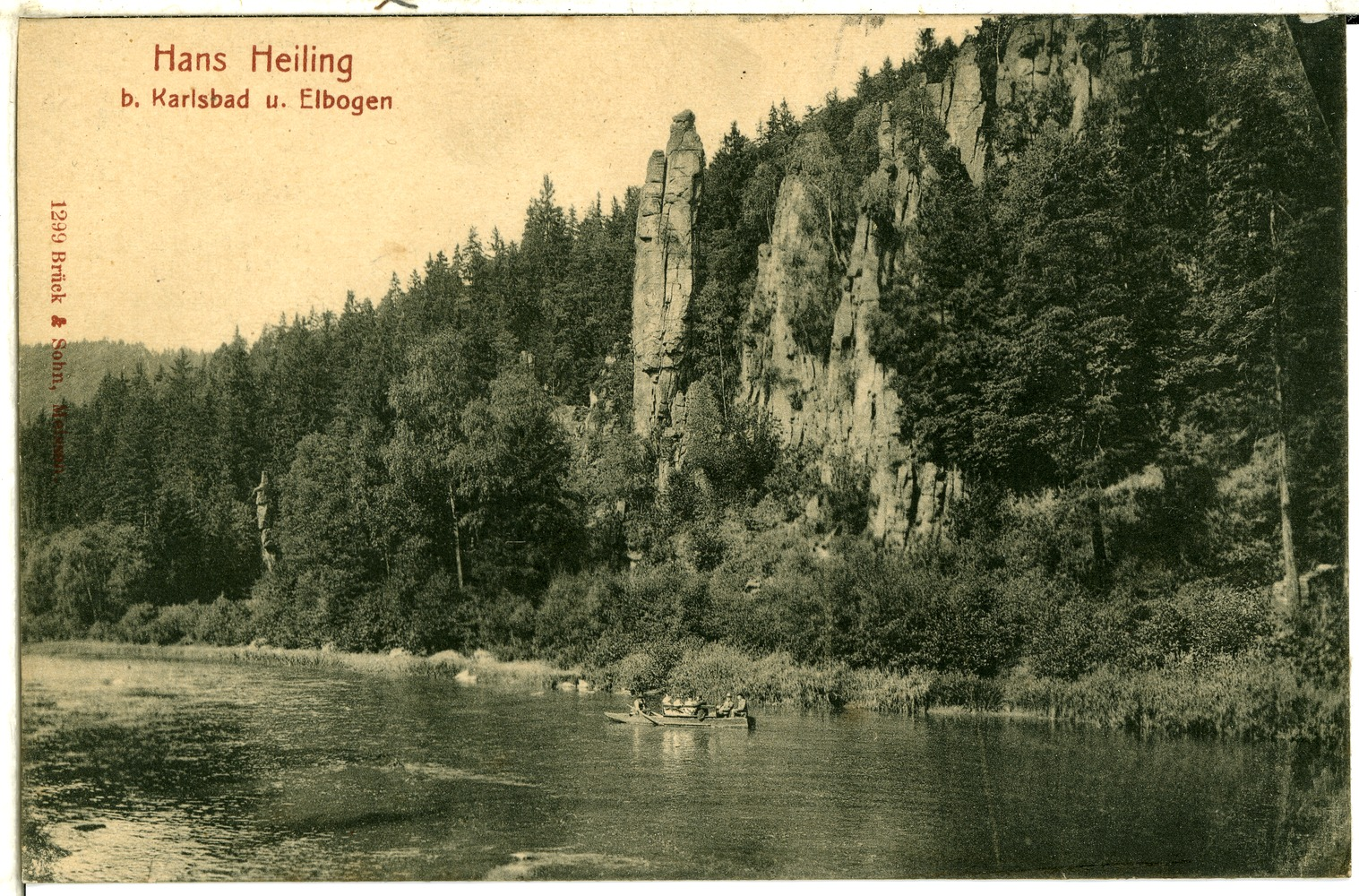
Hans-Heiling-Felsen auf einer Postkarte von 1899

Zwischen Loket (Elbogen) und Karlsbad fließt die Eger durch das tief eingeschnittene Hans-Heiling-Tal. Mehrere meist durch Gebüsch und Hochwald verborgene Felsgruppen aus Granit hat der Fluss auf seinem gewundenen Weg im Laufe der Jahrtausende freigelegt. Die bekannteste Felsformation ist der Hans-Heiling-Felsen am nördlichen Flussufer kurz vor Aich. Diese Felsen wurden bereits im ausgehenden 18. Jahrhundert zu einem beliebten Ausflugsziel für die Gäste von Karlsbad. Noch vor 1845 entstand auf dem gegenüberliegenden Flussufer eine Gaststätte, die heute den Namen „restaurace Jan Svatoš“ trägt. Von hier aus waren früher Bootsfahrten hinüber zur Felsgruppe möglich. Heute sind die beiden Flussufer durch eine hölzerne Hängebrücke verbunden, die Teil des Wander- und Radweges zwischen Loket und Karlovy Vary ist.
1933 wurden das Felsmassiv und dessen nähere Umgebung (insgesamt 1,95 ha) unter Naturschutz gestellt.
Seit 1978 gibt es einen 12 km langen Naturlehrpfad, der von Aich zum Hans-Heiling-Felsen führt und mit zwölf Informationstafeln versehen ist.

## Sage und Rezeption

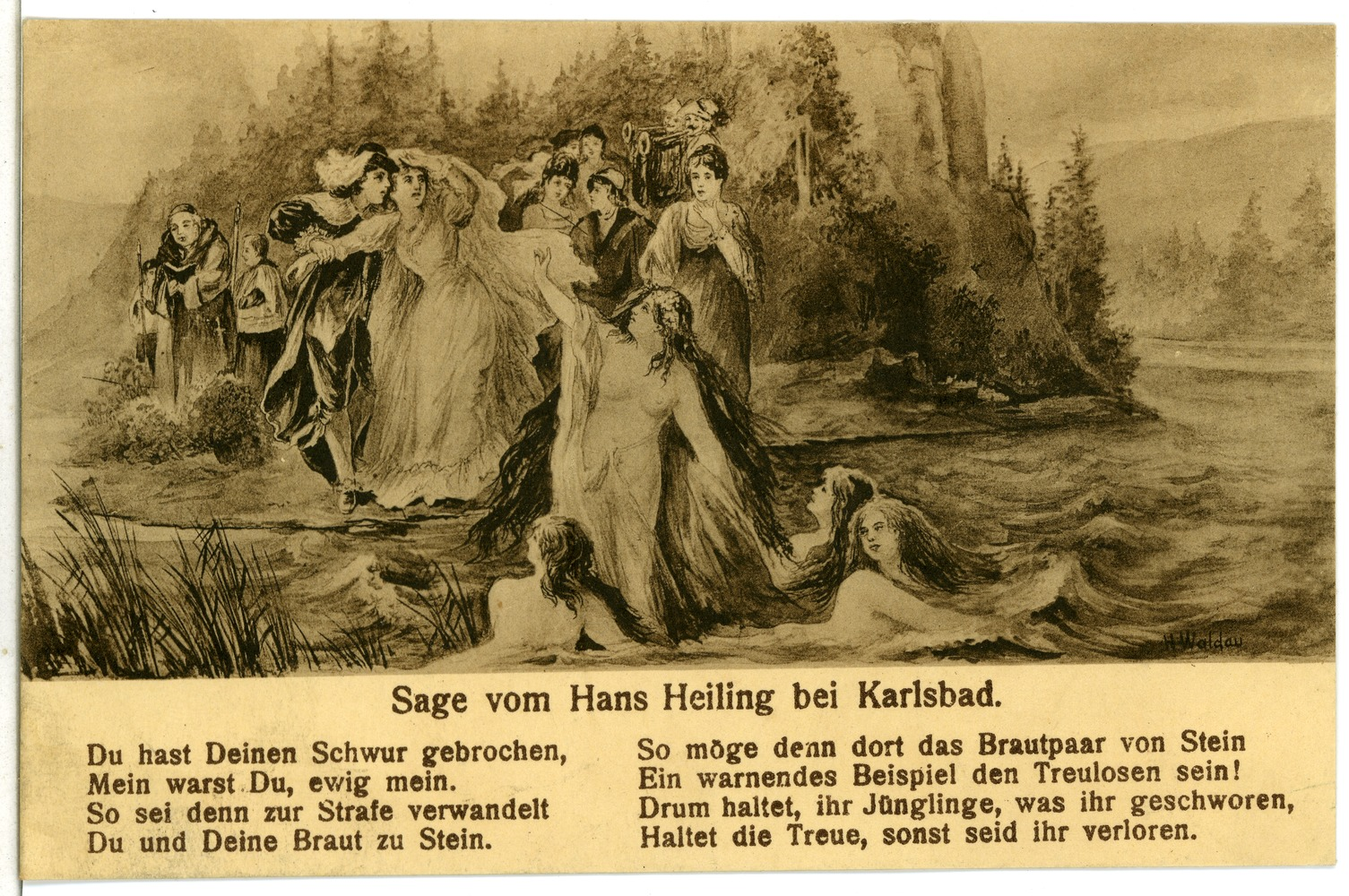
Postkarte mit Gedichtauszug (Verfasser unbekannt) von 1906

Mit dem Hans-Heiling-Felsen ist die Sage von Hans Heiling (tschechisch: Jan Svatoš) und dem versteinerten Hochzeitszug verbunden, die Christian Heinrich Spieß zu seinem 1798/99 erschienenen vierbändigen Ritterroman (mit eingestreuten Theaterdialogen) Hans Heiling, vierter und letzter Regent der Erde-, Luft-, Feuer- und Wassergeister. Ein Volksmärchen des zehnten Jahrhunderts verarbeitete.
Theodor Körner referierte Hans Heilings Felsen. Eine Böhmische Volkssage im Rahmen seiner Erinnerungen an Karlsbad 1811, in die er auch sein in elegischen Distichen verfasstes Gedicht Hans Heilings Felsen einflocht; kurz darauf veröffentlichten die Brüder Grimm Körners Stoff in verknappter Form in ihren Deutschen Sagen.
Heinrich Marschner weilte 1823 zur Kur in Karlsbad und verarbeitete die Sage zu seiner 1833 uraufgeführten romantischen Oper Hans Heiling.
1845 rückte Ida Frick die betrogene Braut und damit den emanzipatorischen Aspekt der Sage in den Mittelpunkt:

„Das romantische Egerthal von Ellenbogen bis zum Felsen der Hans-Heiling-Sage war durchschritten. Ermüdet warf ich mich der grotesken Felsengruppe gegenüber auf ein zum Ruhesitz gleichsam von der Natur geschaffenes Mooslager, und den Kopf an ein dichtes Geflecht von Nadelholzweigen gelehnt, lauschte ich […] der Erzählung meines Führers vom Hans-Heiling-Felsen.

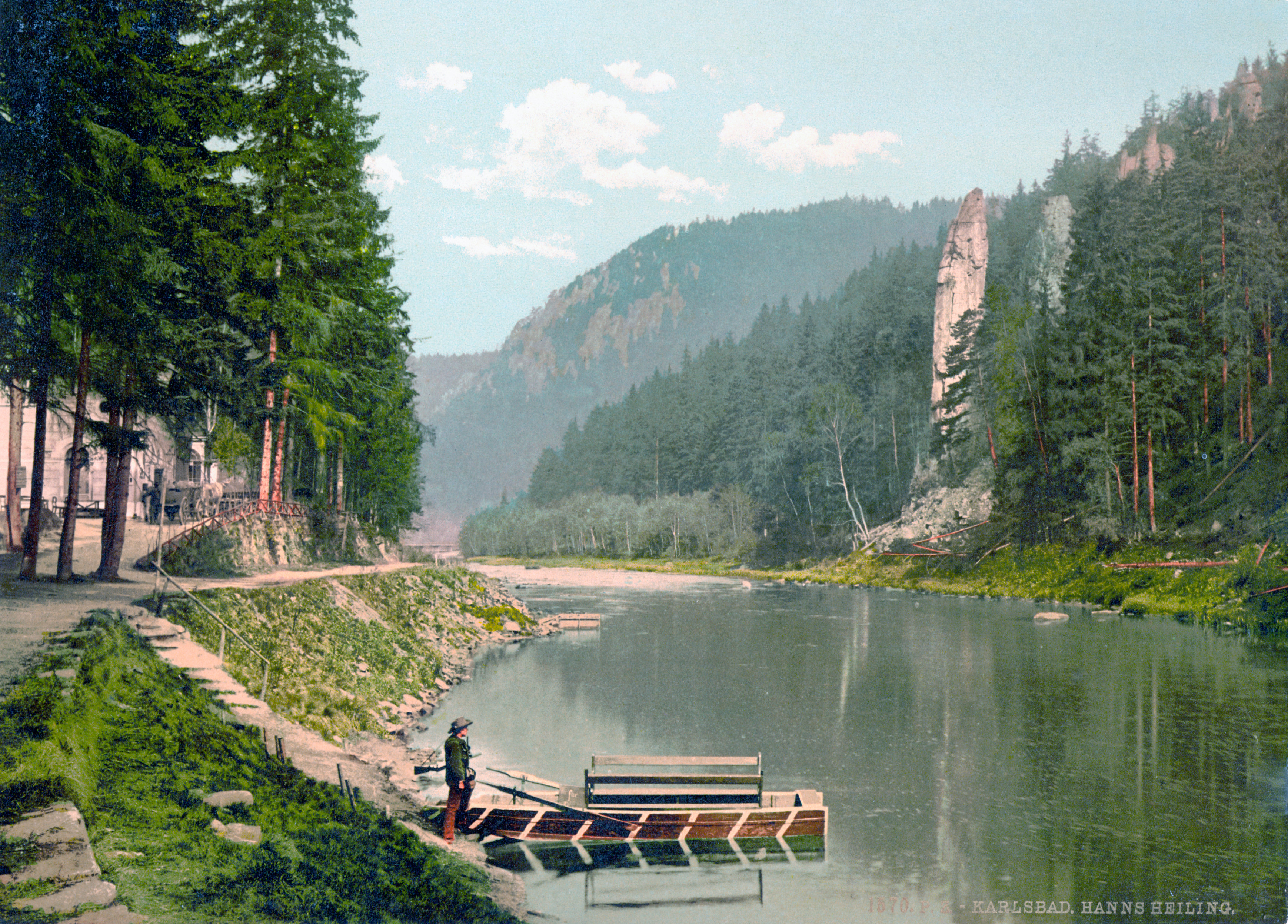
Gasthaus und Hans-Heiling-Felsen auf einer Photochromie vor 1900

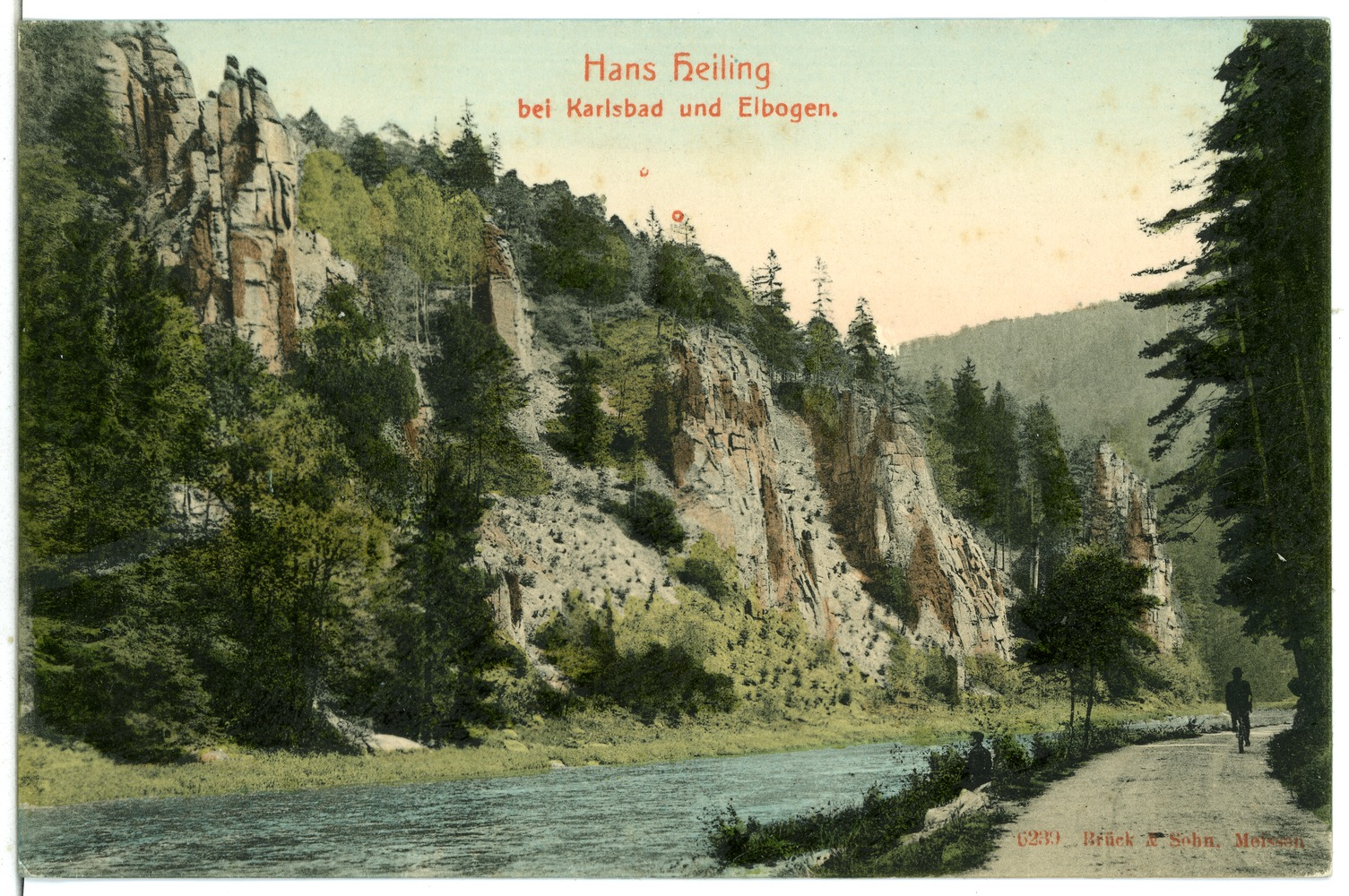
Hans-Heiling-Felsen auf einer Postkarte von 1905

»I glaub’ nur halt ni recht an solche Geschichten« – meinte, als der Erzähler schwieg, eine lebenslustige Wienerin, hüpfte singend mit der übrigen Gesellschaft dem kleinen Hüttchen zu, das als Restauration nach dem dreistündigen Spaziergange nicht ohne Erfolg die Pilger unter sein gastliches Dach rief […]; ich blieb allein, und meine Träumereien wurden bald zum Traum. Vor meinem geschlossenen Auge tauchte[n] der wankelmüthige Bräutigam und die durch seine Schuld versteinerten Hochzeitgäste empor […], der Mönch erhob drohend seine Rechte, er bemühte sich, das Licht der hochzeitlichen Fackeln zu verlöschen. Es gelang. Aber aus der Nacht, in deren finstere Schleier einige Secunden lang alle Erscheinungen meines Traumes gehüllt waren, trat bald eine einzige, eine hohe edle Lichtgestalt hervor, und in langen Silberwellen ergoß sich von ihrem myrthebekränzten Haupte herab der bräutliche Schleier. Es war die Gräfin, die Braut Hans Heiling’s war es, das unglückliche Opfer fremder Gedankensünde. Geisterhaft leuchtete ihr Auge durch den blendenden Schleier hindurch […]; mir war, als ließe vor ihm kein Geheimniß sich bergen.
Näher zu mir heran schwebte die Erscheinung. Sie erhob die Stimme, und mir schien mit dem Rauschen des Windes im Gipfel der Bäume diese Stimme vermählt, sie erfüllte mein Herz mit Beben und Wehmuth zugleich. ‚Seit Jahren und darüber‘ – begann die versteinerte Braut – ‚sehe ich verlangend dem Tage meiner Erlösung entgegen – er scheint noch unendlich fern. Bringst du in meine düstere Einsamkeit jenen Stolz, jenes Selbstgefühl des Weibes mit, das die Schmach empfindet, womit der Geist des neunzehnten Jahrhunderts unser ganzes Geschlecht überhäuft, fühlst du die Knechtschaft, in die ihr Frauen muthwillig euch begeben, schüttelst du, wenn auch machtlos, deine Fesseln, so sei mir willkommen und höre die Bedingung, an die meine Erlösung sich knüpft.‘
Mein Herz schlug stürmisch. Es war mir im Traume, als brenne die Röthe der Scham auf meiner Wange. […]“

1854 erschien Johann Nepomuk Vogls Ballade Hans Heilings Felsen. Von einem gewissen Eduard Dietrich (1860–1947) findet sich online ein Gedicht, das den Stoff als Satire behandelt.